# Stenoglottis woodii
Stenoglottis woodii är en orkidéart som beskrevs av Rudolf Schlechter. Stenoglottis woodii ingår i släktet Stenoglottis och familjen orkidéer. Inga underarter finns listade i Catalogue of Life.